# Denk an mich

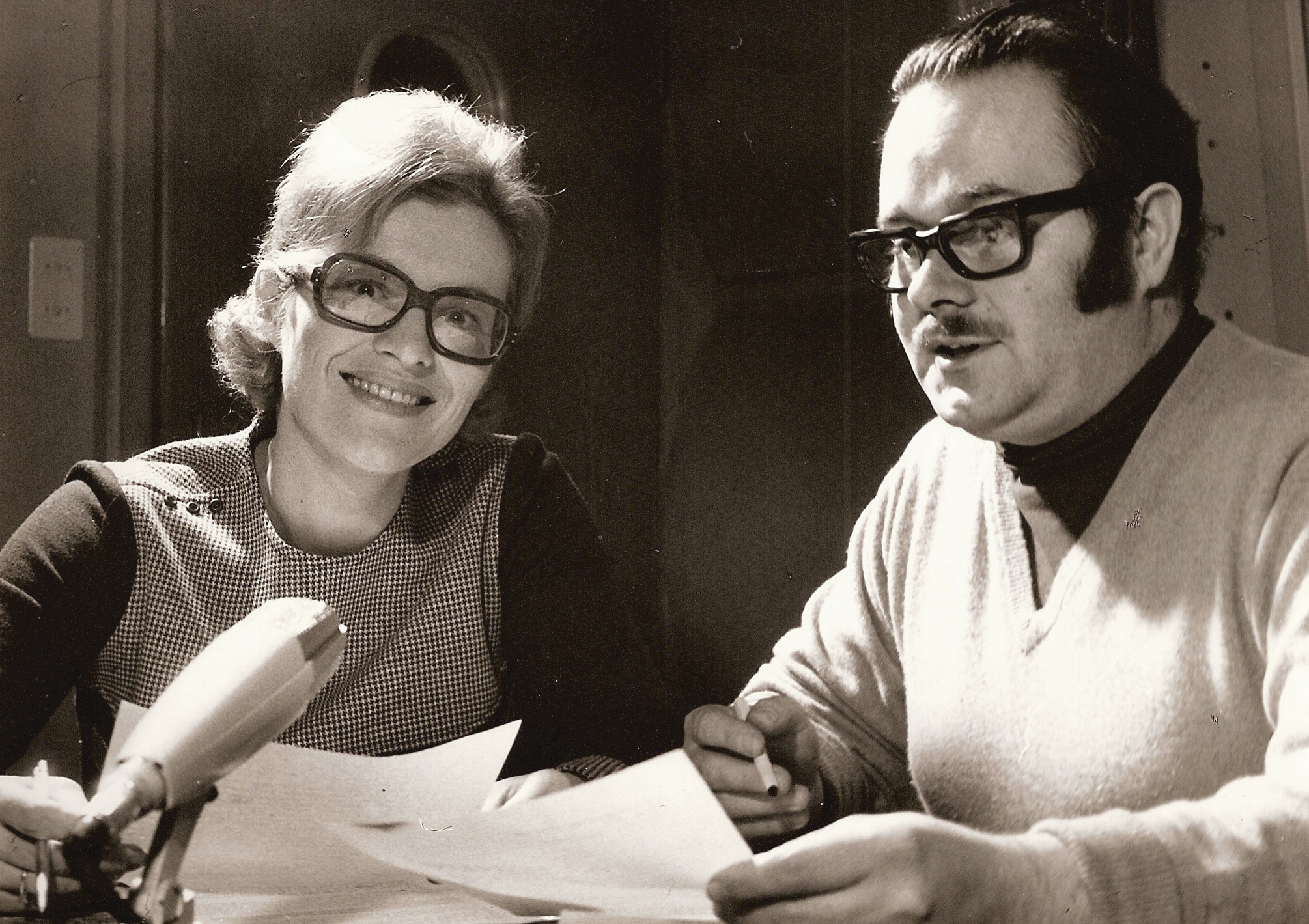
Jeannette und Martin Plattner 1970

Die Stiftung Denk an mich ist eine ZEWO-zertifizierte Schweizer Non-Profit-Organisation. Als Solidaritätsstiftung des Schweizer Radio und Fernsehen SRF engagiert sie sich seit 1968 für die Inklusion von Menschen mit Behinderungen. Sie ermöglicht ihnen den Zugang zu Ferien, Freizeit- und Kulturangeboten, die sie sich sonst nicht leisten könnten. Dank Spenden entstehen so wertvolle Erlebnisse, die Lebensfreude schenken – für jährlich rund 25‘000 finanziell benachteiligte Kinder, Jugendliche und Erwachsene mit Behinderungen in der ganzen Schweiz.
Die Stiftung finanziert ihre Unterstützungen ausschliesslich aus Spenden, Legaten und finanziellen Zuwendungen. Im Stiftungsrat engagieren sich unter anderen die Ständerätin Franziska Roth sowie die Behindertensportlerin Ursula Schwaller.

## Geschichte
Jeannette und Martin Plattner sind die geistigen Eltern der Stiftung. 1968 initiierten die beiden als Programmgestalter für Kinder- und Jugendsendungen eine befristete Sammelaktion auf Radio DRS. Der Erlös sollte behinderten Kindern Urlaubsträume erfüllen. Was als befristete Aktion zugunsten behinderter Kinder in der Schweiz begann, ist heute fester Bestandteil des sozialen Engagements von Schweizer Radio und Fernsehen (SRF). Die Denk an mich-Radiosendung auf Radio SRF 1 und Radio SRF Musikwelle jeden Samstag 9.45–9.50 findet grossen Rückhalt in der Schweizer Bevölkerung. Bis heute konnten über 70 Millionen Franken gesammelt und verteilt werden.

## Tätigkeit
Die Stiftung hat es sich zum Ziel gesetzt, dass in allen sieben Grossregionen der Schweiz „Spielplätze für alle“ entstehen. Spielplätze sind für viele – nicht nur junge – Menschen attraktive Orte der Begegnung. Daher müssen Spielplätze auch für Menschen mit einer Behinderung zugänglich sein und ihnen Möglichkeiten bieten, aktiv am Spiel teilzunehmen. Mit den Spielplätzen und der damit verbundenen Öffentlichkeitsarbeit wird der Anstoss gegeben, sich mit dem Thema Integration, also der gleichberechtigten Teilnahme am gesellschaftlichen Leben auch auf den Spielplätzen, auseinanderzusetzen. Menschen mit einer Behinderung sollen sich selbstverständlich im öffentlichen Raum bewegen können. Unterstützt wird Denk an mich dabei vom Eidgenössischen Büro für die Gleichstellung von Menschen mit Behinderung (EBGB), von der Beratungsstelle für Unfallverhütung (bfu) und der Schweizerischen Fachstelle für behindertengerechtes Bauen.
Menschen mit Behinderungen wollen ein selbstbestimmtes Leben in unserer Gesellschaft führen – auch in den Ferien. Im Austausch mit Menschen mit Behinderungen haben die Verantwortlichen der Stiftung festgestellt, wie viele Hindernisse es beim Thema Ferien zu überwinden gilt. Deshalb wird mit den Schweizer Jugendherbergen daran gearbeitet, das Angebot der Jugendherbergen barrierefrei zu gestalten.
Die Stiftung ermöglicht über 12'000 Menschen mit einer Behinderung Ferien- und Freizeiterlebnisse.

## Organisation
Die Stiftung wird von einem achtköpfigen Stiftungsrat geleitet. Alle Mitglieder des Stiftungsrats sind ehrenamtlich tätig und beziehen keine Honorare.

## Fussnoten
1. ↑  Art. 4 Stiftungsurkunde (PDF; 24,68 kB)
2. ↑  Zahlen und Fakten zu unserer Stiftung. Abgerufen am 7. Mai 2025 (Schweizer Hochdeutsch).
3. ↑  Über den Stiftungsrat. Abgerufen am 7. Mai 2025 (Schweizer Hochdeutsch).